# Răzeni
Răzeni ist eine Gemeinde (Comuna) des Rajons Ialoveni in der Republik Moldau, gut 20 Kilometer südlich der Hauptstadt Chișinău gelegen.

## Geographie

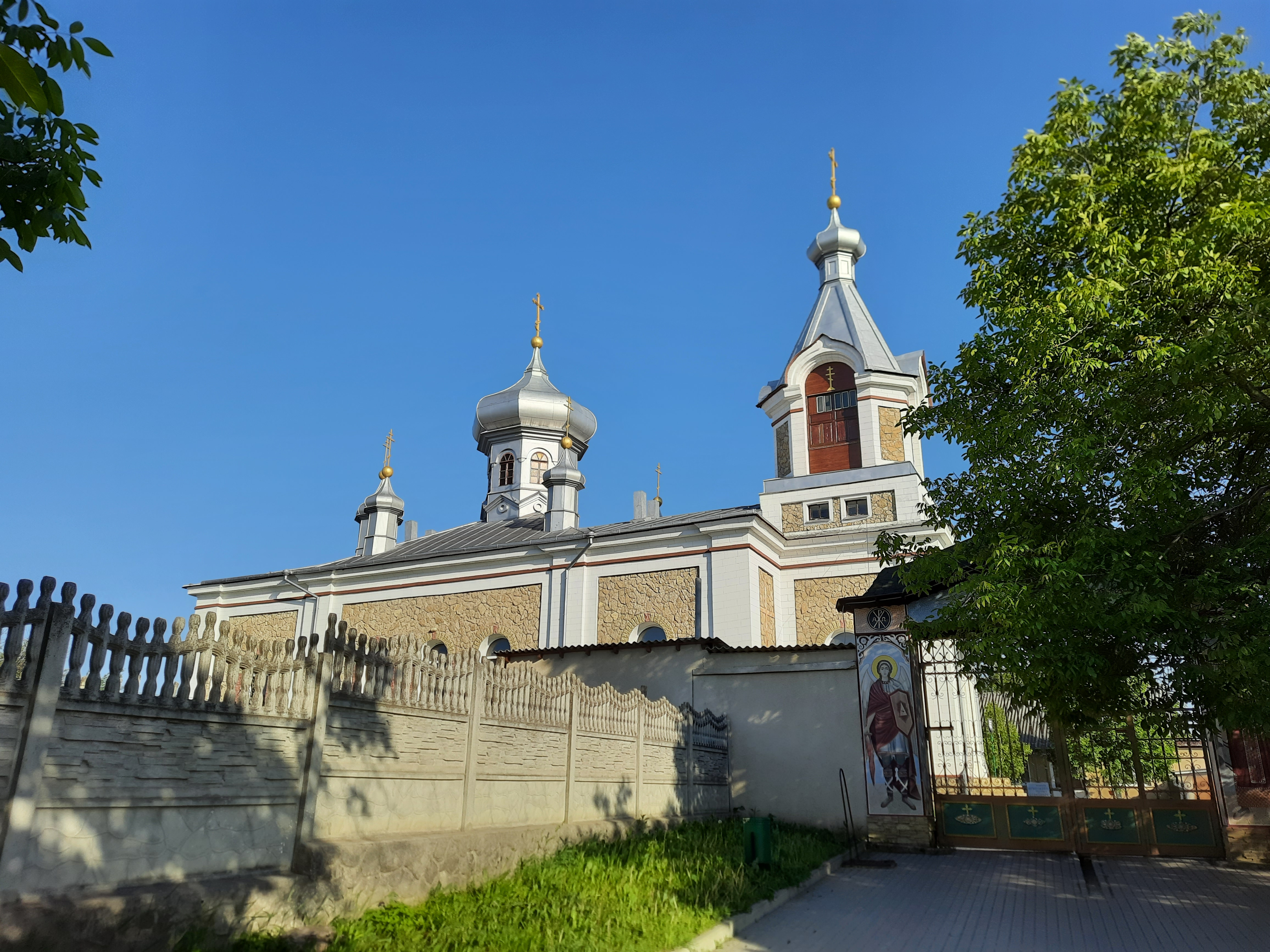
Kirche der Erzengel Michael und Gabriel, geweiht im Dezember 1818

Die Gemeinde befindet sich inmitten einer typisch bessarabischen Hügellandschaft mit Weinbau und Landwirtschaft. Das Weingut Mileștii Mici mit dem größten Weinkeller der Welt liegt nicht weit entfernt.
Die Fernstraße M3 führt von Chișinău vorbei am Flughafen Chișinău und Răzeni weiter nach Süden bis ins rumänische Galați.
Südwestlich von Răzeni befindet sich das seit 1975 bestehende und vom Eichenbestand geprägte Naturschutzgebiet Rezervația naturală Molești–Răzeni. Dort befindet sich auch der Messpunkt mit der Trianglenummer 23 des seit dem 15. Juli 2005 zum UNESCO-Welterbe gehörenden Struve-Bogens.

## Geschichte

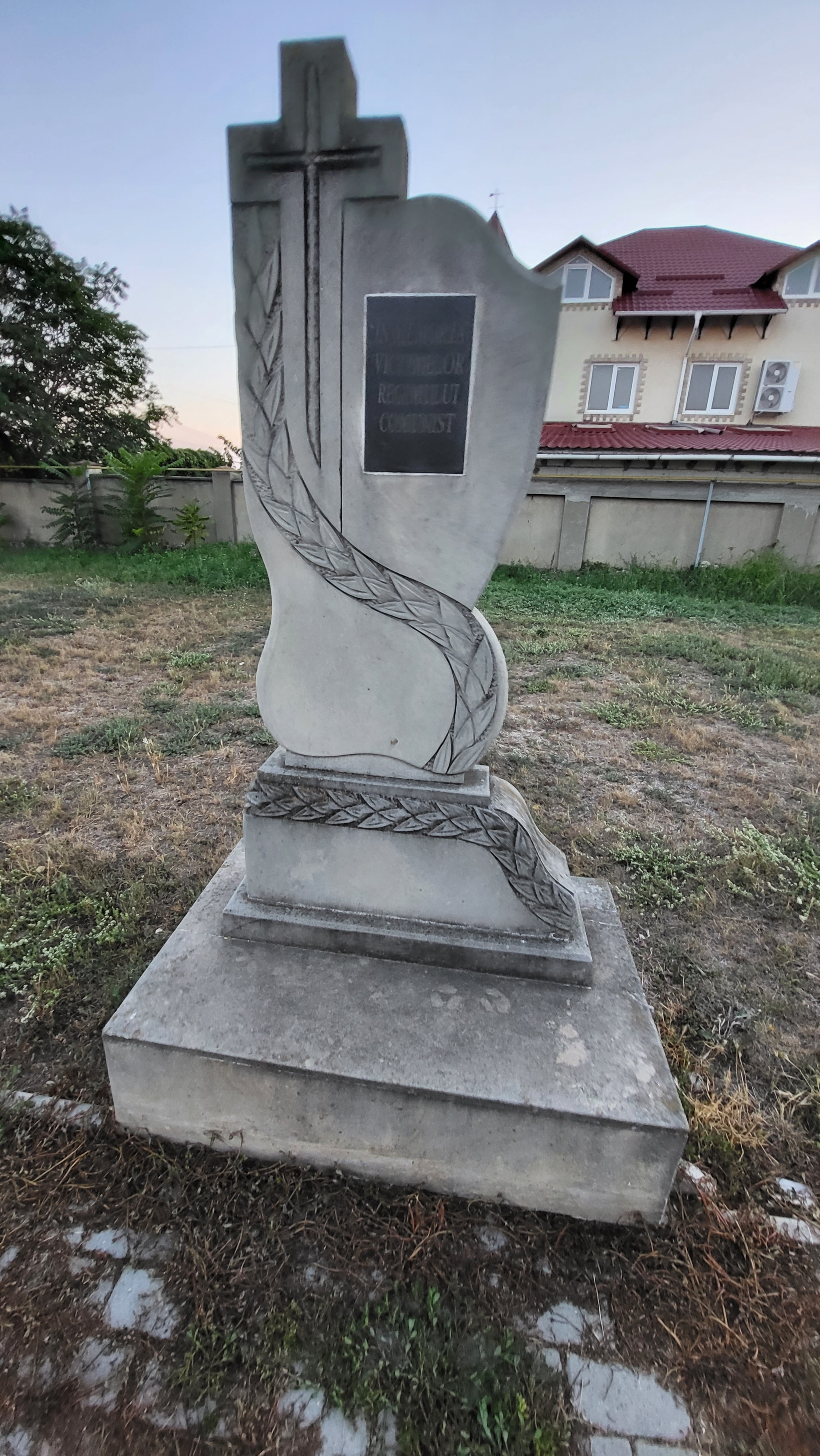
An die Opfer des kommunistischen Regimes in der Gemeinde Răzeni

Răzeni gilt als eine der ältesten menschlichen Siedlungen in der Republik Moldau. Die erste urkundliche Erwähnung datiert dann auf den 8. Juni 1485.
Als Teil der historischen Region Bessarabien wechselte die Herrschaft im Laufe der Jahrhunderte zwischen dem Osmanischen Reich, dem Russischen Kaiserreich, Rumänien und der Sowjetunion.
Von 1918 bis 1940 gehörte Răzeni zum Königreich Rumänien und wurde Teil des rumänischen Verwaltungssystems, was noch heute an Architektur und Schuleinflüssen sichtbar ist.
Am 22. Juni 1941, dem ersten Tag des Angriffs deutscher Truppen auf die UdSSR, fand das sogenannte Răzeni-Massaker statt, bei dem zehn Menschen von den sowjetischen Behörden getötet und in einem Massengrab beigesetzt wurden. Heute erinnert ein Denkmal im Ort an die Opfer.
Zwischen den Jahren 2000 und 2024 sank die Einwohnerzahl der Gemeinde, zu der auch das Dorf Mileștii Noi zählt, von knapp 7500 auf etwa 6000.

## Städtepartnerschaften
Răzeni unterhält seit 2020 eine Städtepartnerschaft mit der rumänischen Stadt Zalău.

## Persönlichkeiten
- Elena Alistar (1873–1955), moldauische Ärztin und Politikerin
- Dimitrie Balaur (1903–1996), Priester
- Eirini d’Eirinis (1630–1730), Bergbaupionier
- Ion Inculeț (1884–1940), Naturwissenschaftler und Politiker
- Ion Pelivan (1876–1954), Politiker